# Lafarre (Górna Loara)
Lafarre – miejscowość i gmina we Francji, w regionie Owernia-Rodan-Alpy, w departamencie Górna Loara. Położona jest w południowej części okręgu (fr. arrondissement) Le Puy-en-Velay, w kantonie Pradelles. Leży nad Loarą, w jej górnym biegu. Rzeka wyznacza północną granicę gminy.

## Historia miejscowości
Pierwsze wzmianki o tej miejscowości pochodzą z 870 roku, gdzie wymieniana jest ona jako fara. Od słowa tego, które w języku germańskim wskazywało na wiejskie pola i eksploatację pochodzi nazwa miejscowości. W roku 1789 włączona została do prowincji Vivrais.
Od roku 2001 merem gminy jest Michel Pascal, jego kadencja upływa w roku 2020.

## Demografia
| 1866                                           | 1876 | 1886 | 1962 | 1968 | 1975 | 1982 | 1990 | 1999 |
| 483                                            | 528  | 516  | 87   | 137  | 106  | 102  | 83   | 72   |
| Dane z drugiej połowy XIX wieku i od roku 1962 |      |      |      |      |      |      |      |      |

Według danych na rok 1999 gminę zamieszkiwały 72 osoby (z czego 41,7% to kobiety), a gęstość zaludnienia wynosiła 6 osób/km².

Mapa gminy Lafarre

Wśród 1310 gmin Owernii Lafarre plasuje się na 757. miejscu pod względem liczby ludności, natomiast pod względem powierzchni na miejscu 671 (dane za rok 1999).

## Osoby związane z miejscowością
- 25 sierpnia 1867 roku w Lafarre urodził się Eduard Hugon, dominikanin, od 1909 profesor w Angelicum w Rzymie.

## Turystyka
W miejscowości znajdują się ruiny zamku Cros de Lafarre i wieży Mariac, a także romańsko-gotycki kościół.
W Lafarre znajduje się także wytwórnia serów.